# Тайна кладбища
Тайна Кладбища (англ. The Mystery Of The Grave-Yard, другое название — A Dead Man’s Revenge) — рассказ, написанный Говардом Лавкрафтом в 1898 году в возрасте 8 лет.

## Сюжет
Действие рассказа начинается в деревне Мэйнвилль (англ. Mainville) днём, во время похорон человека по имени Джозеф Бёрнс (англ. Joseph Burns). Перед смертью он вручил пастору Добсону маленький золотой шарик со странной просьбой: «Перед тем, как положить моё тело в могилу, положите этот шарик в неё на пол в точке, отмеченной буквой „А“». Чтобы исполнить его просьбу, пастор спускается в гробницу, но не возвращается оттуда.
Спустя несколько часов после этого неизвестный человек стучит в дверь дома Добсонов. Представившись мистером Беллом, он сообщает дочери пастора, мисс Добсон, что знает, где находится её отец, и готов вернуть его за вознаграждение в 10 000 фунтов стерлингов. Предположив, что этот человек похитил её отца, мисс Добсон вызывает полицию, тем временем постаравшись задержать незнакомца. Однако, когда появляется полиция в лице лучшего детектива Мэйнвилля Кинга Джона, мистер Белл выскакивает в окно и скрывается. Кинг Джон преследует его до вокзала, однако Белл скрылся, вскочив в уходящий поезд до соседнего города Кент. Кинг Джон нанимает извозчика, чтобы тот довёз его до Кента как можно скорее, обогнав поезд. В Кенте Кинг Джон успевает арестовать Белла в последний момент, когда тот уже был готов сесть на корабль, уплывающий в Африку.
Через несколько дней начинается суд над Джоном Беллом, обвиняемым в похищении пастора Добсона. Во время процесса в зал суда входит пастор собственной персоной. Он рассказывает, что когда он положил шарик в указанную точку, открылась потайная дверь, Белл затащил его туда и запер. Благодаря случайности пастор смог через несколько дней подобрать ключ к двери и выбрался на свободу. Он также заявил, что Джон Белл и Френсис Бёрнс (брат покойного Джозефа) давно искали способ навредить ему из-за личной неприязни. В результате суда они оба были приговорены к пожизненному заключению.